# 54e régiment d'artillerie
Vous pouvez aider à l'améliorer ou bien discuter des problèmes sur sa page de discussion.
- Son contenu est peut-être sujet à caution et doit absolument être sourcé. Si vous connaissez le sujet traité ici, vous pouvez le retravailler à partir de sources pertinentes en utilisant notamment les notes de bas de page. (Marqué depuis avril 2021)
- Certaines informations devraient être mieux reliées aux sources mentionnées dans la bibliographie ou les liens externes. Améliorez sa vérifiabilité en les associant par des références. (Marqué depuis avril 2021)
- Il contient une ou plusieurs listes. Le texte gagnerait à être rédigé sous la forme d’un ou plusieurs paragraphes synthétiques, afin d’être plus agréable à lire. (Marqué depuis avril 2021)

- Archive Wikiwix
- Bing
- Cairn
- DuckDuckGo
- E. Universalis
- Gallica
- Google
- G. Books
- G. News
- G. Scholar
- Persée
- Qwant
- (zh) Baidu
- (ru) Yandex
- (wd) trouver des œuvres sur Wikidata

Le 54e régiment d'artillerie est un régiment de l'Armée de terre française, stationné à Hyères. Il est l'héritier du 54e RAC (régiment d'artillerie de campagne) au passé glorieux. Depuis le 1er janvier 2011, il fait partie de la base de Défense de Toulon et est soutenu par le groupement de soutien de la base de défense de Toulon créé à la même date.

## Création et différentes dénominations
Le 54e RA (régiment d’artillerie, corps appartenant à la subdivision d’arme sol-air) a été recréé à Hyères, à la caserne Vassoigne, le 1er juillet 1984.
Un corps d’artillerie portant le numéro « 54 » a connu 4 continuités différentes : 
- de 1910 à 1940, à Lyon, avec la création du 54e régiment d'artillerie de campagne, ses différentes appellations (RAD, RANA) puis sa participation aux deux guerres mondiales[1] ;
- de 1946 à 1962, à Lure, recréé par changement d’appellation du I/63e RA ;
- de 1970 à 1984, à Verdun, recréé par changement d’appellation du 454e GAAL ;
- depuis 1984, à Hyères, recréé en tant que 54e régiment d’artillerie appartenant à la subdivision d’arme sol-air, par changement d’appellation du 405e RA[1].

Ce qui fait apparaître les filiations suivantes :
- Filiations analogiques (unités formant corps ayant porté le numéro « 54 ») : 
  - 54e RA de la période 1910-1940, sous ses différentes dénominations (RAC, RAD et RANA),
  - I/54e RA, 54e RA et CI du 54e RA de la période 1946-1962,
  - 54e RA, régiment d'artillerie sol-air de la période 1970-1984.
- Filiations historiques directes (création du « 54 » par changement d’appellation d’une autre unité) : 
  - I/63e RA,
  - 454e GAAL,
  - 405e RA.
- Outre la possession de l’Étendard, le 54e régiment d’artillerie d’aujourd’hui se trouve donc être l’héritier des actions d’éclat et le dépositaire des traditions des formations précitées (sauf pour le 1/63 dont le 68 RAA est le dépositaire) et de celles qui en ont été directement dérivées sous le même numéro.

## Chefs de corps

### 54eRAC/RAD/RANA, 1910 - 1940 (Lyon)
- 1910 : colonel Dupont
- 1912 : colonel Crepey    mort pour la France en 1917 (général de brigade)
- 1914 : colonel Schweiger
- 1915 : lieutenant-colonel Fromheim
- 1917 : colonel Mercier
- 1918 : lieutenant-colonel Bailly
- 1919 : colonel Beranger
- 1920 : colonel Nader
- 1925 : colonel Mareteau
- 1928 : colonel Perra
- 1931 : colonel Sancelme
- 1934 : colonel Mauton
- 1937 : colonel Vul
- 1938 : colonel Lagapee
- 1939 : lieutenant-Colonel Charles

### 54eRA, 1946 - 1962 (Lure)
- 1946 : colonel Arnaud
- 1948 : colonel Hergott
- 1950 : colonel Lecat
- 1953 : Colonel Neltmer
- 1955 : lieutenant-colonel Parmain
- 1957 : lieutenant-colonel Hergott
- 1959 : colonel Pressard
- 1960 : lieutenant-colonel Thomas
- 1962 : lieutenant-colonel Toth

### 54eRA, 1970 - 1984 (Verdun)
- 1970 : lieutenant-colonel Bresson
- 1972 : lieutenant-colonel Moreau

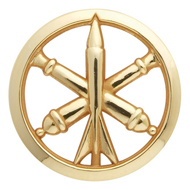
Insigne de béret d'artillerie

- 1974 : lieutenant-colonel Laurency
- 1976 : lieutenant-colonel Lemoinne* (promu colonel le 1er août 1978, Chem-Ihedn 1980, promu général de brigade en première section le 01/12/1985 (conseil des ministres))
- 1978 : lieutenant-colonel Leroy
- 1980 : colonel Littaye** (achèvera sa carrière comme général de division)
- 1982 : colonel du Campe de Rosamel* (promu le 10 janvier 1993, comme général de brigade, 2e section)

### 54eRA, depuis 30 juin 1984 (Hyères)
- 1984 : colonel Dive  (une seule année comme chef de corps)
- 1985 : colonel Dechesne (est parti par la suite comme colonel (CR))
- 1987 : colonel Thiriet* (promu général de brigade (2 étoiles) le 27 décembre 1998 en deuxième section)
- 1989 : lieutenant-colonel Baju (promu colonel le 01/04/1991)
- 1991 : lieutenant-colonel Boury (promu colonel le 01/07/1992)
- 1993 : lieutenant-colonel Panaget (promu colonel le 01/01/1995)
- 1995 : colonel Hubscher par la suite directeur du Centre d’études tactiques et d’expérimentation de l’artillerie (CETEA), puis directeur général des Études d’Artillerie (DGEA), puis directeur général des Études et de la Prospective (DEP)
- 1997 : colonel Margueron**** (promu général d'armée le 1er août 2014, Inspecteur général des Armées)
- 1999 : colonel Mathey** (promu général de division le 1er août 2012 et au Commandement des centres de préparation des forces (CCPF))
- 2001 : colonel Bemelmans (Secrétaire général du CSFRS jusqu'au 15 juillet 2014)
- 2003 : colonel Roche pierre (adjoint au sous-directeur des études et de la politique, DPMAT, MINDEF)
- 2005 : lieutenant-colonel Naal (promu colonel en 2006, CDEF / DEO, FINUL LIBAN EN 2012)
- 2007 : colonel Menaouine*** (promu général de corps d'armée le 01/08/2020) Chem-Ihedn 2009)
- 2009 : colonel Zugetta, Chem-Ihedn 2011, nommé sous-directeur des politiques en faveur de la jeunesse à la direction du service national et de la jeunesse, au ministère des armées
- 2011 : colonel Sagon* (promu général de brigade au 01/03/2022), lieutenant au 54e RA en 1993, Chem-Ihedn 2015
- 2013 : colonel Serizier, Ihedn 2018
- 2015 : colonel Damien Dréo, 3 ans CDC
- 2018 : colonel Vincent Jausions
- 2020 : colonel Pierre Bernard
- 2022 : colonel Adrien de Tarlé
- 2024: colonel Xavier Tarot

## Historique des différents «54»

### Le54erégimentd'artillerie de campagne: Origine et Première Guerre mondiale

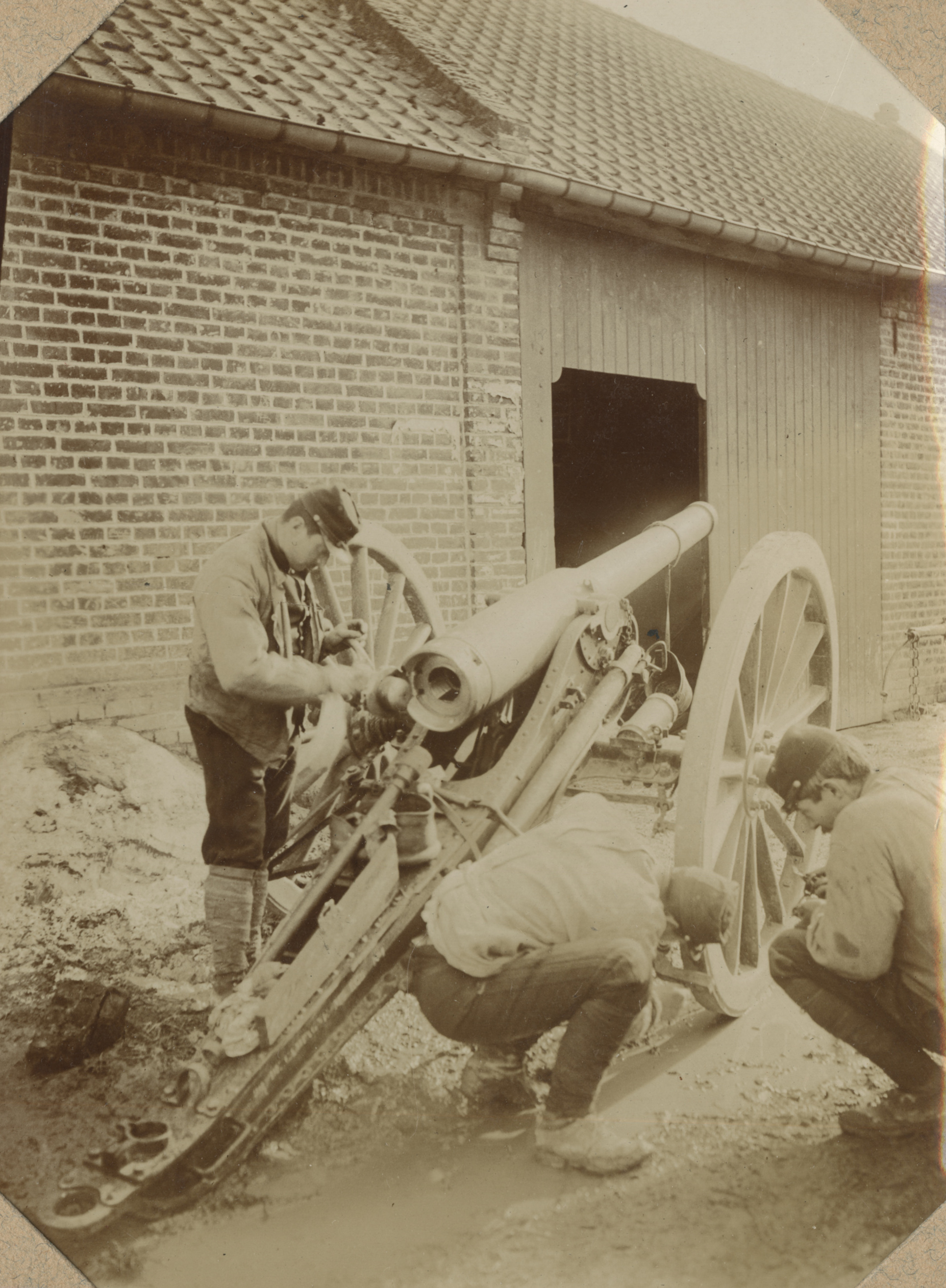
Canon de 90 (pièce de réserve) de la 8e batterie du le 2/3/1915.

« RAC »: Régiment d’artillerie de campagne, le « 54 » est formé le 1er mars 1910 à Lyon, à 3 groupes de canons de 75 hippomobiles, avec des batteries venant :
- du I/3e RAC, stationné à Lyon (La Vitriolerie) ;
- du I/6e RAC, stationné à Sathonay ;
- d’éléments divers venant des 2e, 5e et 6e RAC.

Commandé par le Colonel Dupont, il reçoit son étendard des mains du président de la République (Armand Fallières), le 14 juillet 1910 à l'Hippodrome de Longchamp.
Le 54e RAC, dépend en temps de paix de la 14e brigade d’artillerie (PC à Grenoble) et de la 14e Région militaire/14e corps d’Armée. Il est le régiment d’artillerie de la 28e division d’infanterie faisant partie du 14e CA.
La mobilisation générale est décrétée le 2 août 1914, la guerre déclarée le 4 août.
Résulteront de la mobilisation :
- À l’artillerie de la 28e Division d’Infanterie (AD28) : 
  - le Chef de corps du 54e RAC et commandant de l’AD28 : Colonel Crépey,
  - le régiment à 3 groupes hippomobiles de canons de 75 attelés qui sont les :
    - 1er groupe (batteries ne 1, 2 et 3), stationné à Sathonay, Chef d’escadron Grange,
    - 2e groupe (batteries ne 4, 5 et 6), stationné à Lyon (La Vitriolerie), Chef d'escadron Peyras,
    - 3e Groupe (batteries ne 7, 8 et 9), stationné à Lyon (La Vitriolerie), Chef d’escadron Petit.
- À l’artillerie de la 6e Division de Cavalerie : le IV/54e, groupe d’artillerie à cheval de 75 mm « Les Volants du 54 » (batteries ne 10, 11 et 12), stationné à Lyon, chef d’escadron Pascaud.
- À l’artillerie de la 74e DI, le groupe de renforcement du 54e RAC (à 3 batteries de canons de 75,ne 24,25 et 26), issu de la mobilisation et créé le 1er août 1914, qui deviendra le II/254e RAC le 1er avril 1917.
- À la 97e division d’infanterie territoriale, un groupe territorial issu à la mobilisation du 54e RAC et créé le 7 août 1914, à 3 batteries de canons de 90 mm, numérotées 41, 42 et 43.
- Des batteries d'artillerie de tranchée sont créées par la suite, issues du 54e.

### Les campagnes

#### Les campagnes du54eRAC au sein de la28edivisiond’infanterie
Le 54e RAC, est affecté pendant toute la guerre à la 28e division d’infanterie (14e Corps d’armée). Son chef de corps est également le commandant de l’artillerie divisionnaire (AD28). Il est composé en très grande partie par des Lyonnais, des Savoyards et des Auvergnats.
Commandé par le Colonel Crepey au moment de la déclaration de guerre, le régiment (à 3 groupes de canons de 75 attelés) quitte Lyon par chemin de fer, fractionné en trois, en direction d’Épinal et se porte : État-major et 1er groupe à Docelles, 2e groupe à Cheniménil, 3e groupe à Jarménil. Il combat ensuite :
- Entre le 8 août 1914 et le 17 septembre 1914 : dans les Vosges. Période pendant laquelle ses pertes en hommes sont de 224 dont 3 capitaines, 3 lieutenants et 2 sous-lieutenants (51 tués, 163 blessés, 2 prisonniers, 8 disparus) et de 306 chevaux.
- De septembre 1914 à août 1915 : Changement de secteur et « Course à la Mer » en Picardie, à l’ouest de Péronne, aux ordres du Lieutenant-Colonel Schweiger (précédemment commandant en second). Période pendant laquelle ses pertes en hommes sont de 14 tués et 55 blessés. Il passe à 4 groupes. Le 3e groupe change de matériel et forme 4 batteries à 4 pièces de 90 mm (de Bange) dont les canons sont perçus le 7 octobre 1914, à Montdidier ; du 13 au 16 octobre, il tire 2 127 coups.
- Le 16 juin 1915, en récompense des actions effectuées, sont remises à divers personnels du régiment : 2 croix de la Légion d’Honneur, 3 médailles militaires, 10 croix de guerre, 1 croix de Saint-Georges de 4e classe, 1 médaille de Saint-Georges de 3e classe. Entre le 18 juin 1914 et le 11 juin 1915, 28 militaires du régiment sont cités à l’ordre de l’armée.
- D’août 1915 à octobre 1915 : en Champagne (Suippes, Butte de Souain, butte de Tahure)
- Du 8 décembre 1915 au 10 février 1916 : la 28e DI est mise à la disposition de la RFB (Région fortifiée de Belfort), secteur de Dannemarie. L’AD28 y est temporairement mise à la disposition de la 157e DI, du 27 janvier au 15 février 1916, puis elle rejoint sa division d’appartenance.
- De février 1916 au 31 décembre 1916 : autour de Verdun (→ 1re citation)
- De février à avril 1917 : en Picardie, sur la Somme, au sud de Saint-Quentin, temporairement au sein de l’AD 121.
- Le 29 avril 1917, le régiment quitte la 28e DI et passe directement aux ordres de la 6e armée, envoyé dans la région de Soissons. La 28e DI étant passée elle aussi à la 6e armée, le régiment rejoint sa Division le 13 mai. Il combat ensuite :
- De mai à juin 1917 : Au Chemin des Dames (secteur de Cerny),
- De juillet à août 1917 : dans l’Oise (La Fère), période assez calme,
- D’août 1917 à janvier 1918 : à l’Ailette (Laffaux), au fort de Malmaison (→ 2e citation), Saint-Quentin.
- De janvier à avril 1918 : en Alsace (Altenach),
- D’avril à mai 1918 : en Belgique, en Flandre-Occidentale au Mont Kemmel (→ 3e citation),
- De mai à juin 1918 : dans le Tardenois,

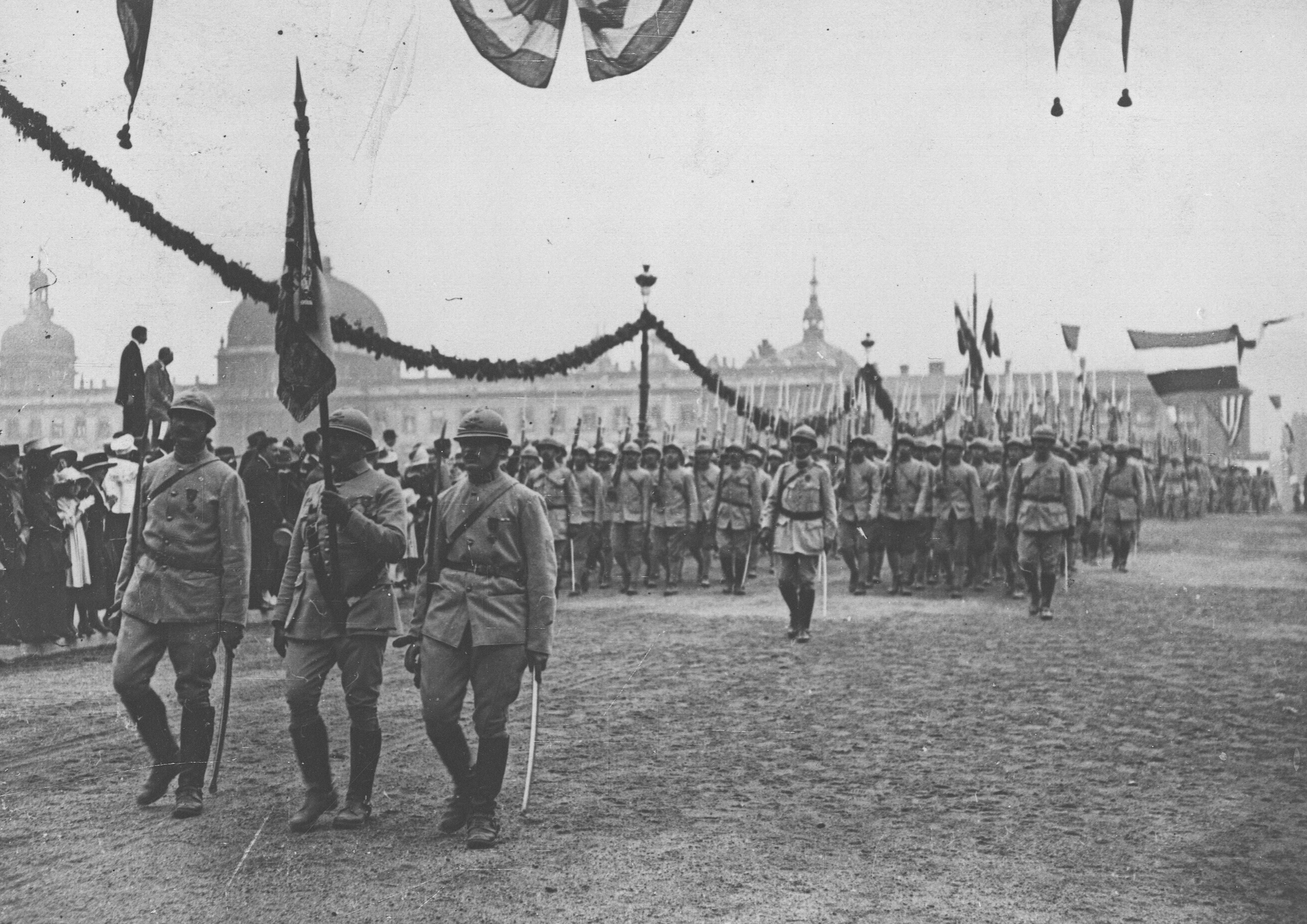
Défilé du à Lyon le 14/7/1918.

- De juin à septembre 1918 : mis au repos en Lorraine,
- En octobre 1918 : en Champagne (devant Sainte-Marie-à-Py et Mourmelon), puis dans l’Aisne,
- À la fin de la guerre : dans le Tardenois.

Au total, le régiment (portion principale) a eu à déplorer durant cette guerre 254 tués et 783 blessés.
Le 15 décembre 1918, le régiment s’installe (temporairement) à Metz, caserne de Barny.
Attribuée au régiment le 19 mai 1918, la fourragère aux couleurs de la croix de guerre lui est officiellement remise par le maréchal Pétain, le 7 janvier 1919.
Le chef de corps, l'étendard et sa garde participent au « défilé de la Victoire » à Paris, le 14 juillet 1919.
Le 28 juillet 1919, le régiment rejoint, à Lyon, le quartier de La Vitriolerie et le 29 juillet, place Bellecour, le régiment défile avec 9 batteries attelées devant le général-gouverneur de Lyon, commandant la XIVe Région.

#### Les «Volants» du 54 au sein de la6edivisionde cavalerie (6eDC)
À l’entrée en guerre, le IV/54e, groupe à cheval du 54e RAC à 3 batteries de 75 mm (10e, 11e et 12e batteries), commandé par le Chef d’escadron Pascaud, ultérieurement par le Chef d’escadron Dupart, débarque à Theron[Où ?] dans les Vosges et rejoint la 6e DC qui couvre l’aile gauche du 21e RAC entre Sarrebourg et Baccarat. Il est ensuite engagé dans toutes les opérations auxquelles participe sa Division :
- En septembre 1914 : sur la Marne,
- En octobre 1914 : dans les Flandres, sur la frontière belge (Cassel, Hazebrouck, Merville),
- De janvier à mai 1915, la 6e DC est affectée au DAV (Détachement d’armée des Vosges) et prend position à l’est de Belfort, sur le canal du Rhône au Rhin où sont constitués des secteurs de défense et des centres de résistance, rattachés à la 57e division d’infanterie (de réserve).
- En juillet 1915, la 6e DC, au sein du 3e corps de cavalerie, se porte sur le front de la Meurthe de Raon-l'Étape à Saint-Dié où son groupe d’artillerie à cheval renforce l’action de la 41e division d'infanterie autour de Launois.
- À partir du 17 septembre 1915, le groupe est mis à la disposition du 20e CA et prend position autour de Minaucourt, en appui du 146e RI et du 9e régiment de zouaves. Il est rendu à la 6e DC le 22 octobre mais perd sa 12e batterie qui rejoint l’Armée d’Orient.
- La 6e DC est en Lorraine où elle occupe le sous-secteur de la forêt de Parroy. Le Groupe participe aux opérations jusqu’à la relève de la 6e DC qui le conduit à Lunéville, fin décembre 1915.
- À la suite de la réorganisation de la 6e DC le 20 mai 1916, qui tient le secteur de Dombasle-sur-Meurthe, le groupe voit, le 1er août 1916, la permutation entre la 10e batterie du 14e RAC (de la 10e DC) et sa 12e batterie, qui elle part pour l’Orient avec le 14e RAC.
- À partir du 13 août, la 6e DC tient le secteur de Baccarat jusqu’au 26 décembre 1916.
- En janvier 1917, la 6e DC participe à la réalisation de travaux défensifs face à la frontière suisse, dont elle assure la surveillance par ses patrouilles. Elle participe à des manœuvres au camp de Villersexel en mars, puis passe aux ordres de la Ve Armée et fait mouvement vers Sézanne.
- Lors de la participation de la 6e DC à l’attaque menée par la Ve Armée le 16 avril, le Groupe franchit l’Aisne dans la région de Berry-au-Bac, en appui notamment de la 69e DI ; du 22 avril au 29 mai, le groupe est mis à la disposition du 2e CA. Pendant toute cette période le groupe a eu 9 tués et 43 blessés (dont 3 officiers). Puis il est mis au repos à Coulommes (Seine-et-Marne).
- Du 9 au 20 juin, le groupe est mis à la disposition de la 45e DI.
- En juillet, la 6e DC fait mouvement vers la région parisienne, passe aux ordres du 2e corps de cavalerie (2e CC), s’installe à l’est de Sézanne (QG à Pleurs) et tient le front dans le secteur de Ludes (en octobre, elle est temporairement mise à la disposition du Gouverneur Militaire de Paris) jusqu’au 16 janvier 1918.
- À partir du 21 février 1918 et jusqu’au 31 mars, le Groupe est mis à la disposition de la IVe Armée puis du Groupe d’armées du Nord et fait mouvement vers Fromentières ; il prend part une part active aux combats de rétablissement sur la Somme, à la suite de la percée allemande des lignes anglaises (Citation à l’ordre du 2e CC). Il rejoint ensuite la 6e DC le 30 mars, à Catheux (Oise).
- À la mi-avril, le 2e CC fait mouvement vers Saint-Omer et s’engage aux côtés des troupes britanniques le long de la frontière belge. Il en va de même pour le Groupe qui se met en batterie le 16 avril et procède le lendemain à des tirs dans la région de Bailleul. Le 22 avril, la 6e DC est placée en réserve d’Armée mais le Groupe est mis à la disposition de la 28e DI pour intervenir dans la région du mont Kemmel. Soumis dans la journée du 26 avril à un bombardement terrible accompagné de projectiles toxiques, le groupe n’a plus au soir que quatre canons en état de tirer (citations individuelles à l’ordre de l’Armée du Nord du Lieutenant Barnaud, tué le 25 avril, du capitaine du Roure et du canonnier-servant Joseph Roche) et constitue une seule batterie qui est retirée du front le 29 avril et part cantonner à Oudezeele.
- Le journal des marches et des opérations (JMO) de la 6e DC, mise au repos en mai dans la région de Neufchâtel-Hardelot, ne précise pas comment le Groupe est reconstitué. Le JMO de la 10e Batterie indique simplement qu’elle se reconstitue à Tilques, le 3 mai, aux dépens des trains régimentaires.
- Le Groupe se rassemble, le 1er juin, à la sortie de Mareuil-sur-Ourcq et passe la journée aux ordres du commandant de la 14e brigade de dragons, rattachée à la 26e DI, avant de revenir à la 6e DC qui, elle, est rattachée au 7e CA.
- Le 6 juin, le groupe cantonne à Silly-le-Long, séjourne au repos jusqu’au 2 juillet à Pierrepont[Lequel ?] et y reprend l’instruction.
- À partir du 18 juillet, la 6e DC et le 2e CC sont affectés à la Xe Armée qui reprend l’offensive. Le Groupe reçoit mission de s’installer au sud de Longpont. Puis la 6e DC passe aux ordres de la Ve Armée puis du 35e CA, provoquant nombre de marches et de contremarches qui amènent le Groupe à proximité de Saint-Omer, le 24 septembre.
- Du 25 au 28 septembre, le groupe est affecté à la 6e division d’infanterie belge, s’installe près d’Ypres et appuie ses offensives. Il rejoint le 6e DC le 29 entre Erperdinge et Poperinge.
- Le 2 octobre, le groupe est en batterie près de « Vertrosebche » (Westrozebeke) au profit direct de la 28e DI française. Le 6, il va se placer dans le secteur de la 122e DI, à proximité de Hooglede, puis il est mis à la disposition de la 70e DI pour appuyer des forces belges depuis une position près du bois de Stadenberg. Sous la pression des attaques quotidiennes, les troupes allemandes reculent mais ses tirs de contrebatterie sont particulièrement efficaces et lui causent des pertes notables.
- Le 29 octobre, le groupe passe à la disposition de la 12e DI, en mesure d’appuyer sa progression au-delà de la Lys. Formation d’une batterie mixte avec les 10e et 12e batteries, afin de compenser un gros déficit en hommes (blessés, malades, 20 % de permissionnaires), unité de circonstance qui progresse néanmoins afin d’appuyer l’avance des troupes alliées.
- Le 6 novembre, le groupe est au repos à Spinnekens. Le Chef d’escadron Dupart, malade, est temporairement évacué.
- Le 10, le groupe tire ses derniers coups de canons de la guerre sur les organisations allemandes de Hekelgem et Dickelvenne.

Jusqu’à la fin novembre, le groupe occupe divers cantonnements en Belgique ; il rentre en France par Abancourt, puis du 14 au 31 décembre 1918 est placé au repos à Croissy-sur-Seine.

#### Les campagnes du groupe de renforcement, au sein de la74eDI
Affecté à l’artillerie de la 74e division d’infanterie (de réserve), le 1er Groupe de renforcement du 54e RAC est issu de la mobilisation et formé à Lyon du 2 au 7 août 1914, à 3 batteries de canons de 75 mm attelés, avec :
- la 24e batterie mise sur pied à Sathonay ;
- les 25e et 26e batteries mises sur pied à Lyon.

Il fait mouvement par 3 trains, le 7 août, sur Chambéry d’où il repart le 20 août pour la région de Charmes (Moselle).
Le Groupe est engagé :
- Jusqu’à fin août 1914 dans la région de Remenoville (Meurthe-et-Moselle),
- De septembre 1914 à décembre 1915, sur diverses positions contre les tranchées allemandes dans la région de Lunéville où, le 8 octobre, la 25e batterie est équipée de canons de 90 mm (à utiliser en priorité).
- De janvier à la fin de 1915, autour d’Einville-au-Jard et Bathelémont. Le groupe détache temporairement des pièces « pour assurer le service contre avions ».
- De février 1916 au 15 août, le groupe occupe un nouveau secteur à l’ouest de Pont-à-Mousson.
- Le Groupe est mis au repos jusqu’à début septembre pour se reconstituer et parfaire l’instruction à Ville-en-Vermois, puis à Nançois-le-Grand.
- À partir du 10 septembre, le groupe est en position entre Verdun et Étain et effectue de nombreux tirs de barrage et des tirs d’accompagnement des attaques de l’infanterie sur le fort de Vaux.
- Courant novembre, il est mis au repos à Mussey.
- À partir du 20 novembre et jusqu’au début de mars 1917, le groupe occupe un nouveau secteur au nord de Verdun autour de Troyon puis de Bras-sur-Meuse.
- Fin mars 1917, le groupe est engagé dans la Marne au sud de la Butte du Le Mesnil-lès-Hurlus et des Maisons de Champagne,
- Le 1er avril 1917, le groupe est réorganisé et devient le II/254e RAC, commandé par le chef d’escadron Crapez d’Hangouvart puis par le capitaine Gaillard. Début juillet, il occupe un nouveau secteur dans la région de Berry-au-Bac.
- Le JMO s’arrête à la date du 21 novembre 1917.

#### Les campagnes du groupe territorial du54eRA, au sein de la97eDT
Un groupe territorial issu à la mobilisation du 54e RAC est créé le 7 août 1914 à Lyon, à 3 batteries de canons de 90 mm, numérotées 41, 42 et 43. Il est affecté à la 97e division territoriale d’infanterie (comme 1er Groupe de l’AD97) et commandé par le Chef d’escadron Georges Granderye, de l’artillerie coloniale, avec comme adjoint Detry, ingénieur de 2e classe de la marine. Il comprend alors 13 officiers, 49 sous-officiers, 495 hommes de troupe et 500 chevaux.
- Il s’embarque le 8 novembre à destination de la région parisienne (Cergy, Saint-Ouen-l'Aumône et Éragny) sa division d’appartenance étant destinée à la défense du camp retranché de Paris.
- Jusqu’en mai 1915, le groupe s’instruit, effectue manœuvres et écoles à feu et change plusieurs fois de cantonnement.
- En juin, le groupe prend position en Champagne, à l’est de Reims et ouvre le feu pour la première fois le 10 juillet, contre des batteries allemandes. C’est dans cette région qu’il va être engagé pendant une très longue période.
- Au cours du second semestre, il combat autour de Puisieulx. Le chef d’escadron Paul Thomeuf assure le commandement du groupe du 7 octobre au 22 novembre. Lui succède le chef d’escadron (ATT) Jacques Morel.
- Fin décembre, le groupe occupe de nouvelles positions autour de Taissy (montagne de Reims).
- En février 1916, le groupe prend position autour de la ferme de l’Espérance (région de Sept-Saulx).
- Le 4 juillet 1916, une 4e batterie est créée par prélèvement de personnel sur les 3 autres et équipée de canons de 95 mm.
- Du 30 novembre au 4 décembre 1916, la relève de l’infanterie de la 97e DT étant relevée par la 1re Brigade russe (général Lochvitzsky), le groupe est rattaché temporairement à cette brigade et occupe toujours les mêmes positions.
- Au 31 décembre 1916, l’état d’encadrement du groupe à 3 batteries indique qu’il est commandé par le chef d’escadron Marcel Hébert (depuis le 28 juillet), comprend 14 officiers, 63 sous-officiers, 560 hommes de troupe et 50 chevaux. L’état des tués et blessés du Groupe depuis le début de la guerre est alors de 1 officier blessé et parmi les sous-officiers et la troupe : 6 tués et 10 blessés. Le JMO du groupe cesse à cette date.
- Le groupe est engagé autour de Mourmelon de janvier à mars 1917.
- Équipé de nouveau de canons de 75 mm, il devient I/273e RAC le 1er avril 1917.

### Les batteries de tranchées du54eRAC
Un certain nombre de batteries de tranchées du 54e RAC sont répertoriées dans le recueil intitulé Historiques de l’artillerie française. Ce sont celles qui figurent ci-dessous, avec les renseignements que comporte ce registre.
- 101e (a) Batterie de tranchée (101/54e. Créée le 1er juin 1915, elle est équipée du mortier de tranchée de 58 mm. Engagée en Lorraine et à Verdun en 1916. Engagée à Verdun, en Champagne et dans l’Aisne en 1917. Elle devient 101/254e RAC, le 1er octobre 1917 (Artillerie de la 74e DI).
- 101e (b) Batterie de tranchée (101/54e). Créée le 1er octobre 1917 (ex 104/6e RAC), elle est équipée du mortier de tranchée de 58 mm. Engagée à La Malmaison, en 1917. Engagée en Alsace, en 1918.

Elle devient 9/175e RAC, le 1er avril 1918 (Artillerie de la 28e DI).
- 110e Batterie de tranchée (110/54e). Créée le 23 juillet 1915. Elle devient 122/52e RAC, le 1er octobre 1917.
- 112e Batterie de tranchée (112/54e). Créée le 1er août 1915 (ex 2/3e RAL). Engagée en Champagne de septembre 1915 à mai 1916. Engagée dans la Somme (Belloy-en-Santerre) de juin 1916 à mars 1917. Elle devient 104/47e RAC, le 1er octobre 1917. Elle obtient 2 citations à l’ordre de l’Armée (1917, 1918).
- 132e Batterie de tranchée (132/54e). Créée le 15 avril 1916, elle est équipée du mortier de tranchée de 58 mm. Elle devient 103/52e RAC, le 1er octobre 1917.

Engagée en Picardie en 1917 (nord-ouest de Lassigny, 1er janvier au 19 mars), dans les monts de Champagne (22 mars au 23 mai), à l’est de Reims (4 juillet au 8 septembre et 26 septembre au 1er octobre).
- 151e Batterie de tranchée (151/54e). Créée le 9 juin 1916 (ex 105/105e RAL), elle est équipée de mortiers de tranchée de 75 et de 150 mm. Engagée en Lorraine (nord-est de Lunéville) du 16 juin 1916 au 10 mars 1917. Engagée au Chemin des Dames, sud-ouest de Cerny-en-Laonnois, du 1er avril au 23 avril 1917, à l’est de Montdidier du 15 mai au 22 juillet 1917 et à l’ouest de Craonne du 14 septembre au 1er octobre 1917.

### Entre-deux-guerres
- Le 1er février 1919, est formé à Lyon le régiment d’artillerie de marche des 54e RAC/254e RAC, à 2 deux groupes de 75 mm et trois groupes de 155 mm court, à partir du I/54e et du II/54e, du III/254e, du parc du 254e et du IV/54e Groupe (à cheval).
- Le 1er août 1919, le régiment reprend l’appellation de 54e RAC (Régiment d’Artillerie de Campagne) après avoir été complété par le 5e Groupe du 114e régiment d’artillerie lourde. Son VIIe groupe (à cheval) devient son 6e Groupe autonome le 1er octobre 1920.
- Le 1er janvier 1924, le régiment est dénommé 54e RAD (Régiment d’Artillerie Divisionnaire).
- Un de ses Groupes de canons de 155 court, à deux batteries (13e et 16e), commandé par le chef d’escadron Michaud, s’embarque à Bordeaux sur le « Kentucky », le 19 mai 1925, pour Casablanca et va participer aux opérations de pacification du Maroc (durant la  guerre du Rif, à Oued Leben, Hassi Medlon, Hassi Guenza) jusqu’au 11 novembre de la même année. De retour à Lyon le 17 novembre 1925.
- Le régiment est réorganisé en 1926, à un groupe de canons de 65 mm (groupe d’artillerie de montagne), deux groupes de 75 mm et deux groupes de 155 mm.
- Le 5 mai 1929, après avoir été progressivement alimenté en soldats d’origine algérienne, puis marocaine, le 54e RAD prend l’appellation de 54e RANA (Régiment d’Artillerie Nord-Africaine »).
- En avril 1933, le Groupe de montagne change ses canons de 65 mm contre des canons de 75 mm modèle 1928.

Après dissolution du Groupe de montagne, le régiment est réorganisé le 14 novembre 1934 à 4 groupes de 75 mm hippomobiles et 2 groupes de 155 mm hippomobiles, à effectifs renforcés.
- Le 31 août 1939, à la mobilisation, le régiment se « dédouble » en 54e RANA et 254e RANA (régiment d’artillerie lourde, canons de 155 mm hippomobiles). Avec le 254e RANA, il fait partie de l’artillerie de la 1re division d’Infanterie nord-africaine (DINA).

### Seconde Guerre mondiale

#### Première phase: avec la1reDINA (Division d'infanterie nord-africaine)
- Au sein de la 1re DINA, grande unité placée en réserve générale à la disposition du GQG, après avoir procédé à la mise sur pied de son échelon A, à Lyon au quartier de la Doua, le 28 août 1939, le 54e RANA se desserre par voie ferrée dans les Alpes et cantonne dans la région de Humilly.

Il comprend alors 3 Groupes à chacun 3 batteries de canons de 75 mm hippomobiles plus la 10e batterie de défense antichar (BDAC) également équipée de canons de 75 mm. Le 1er novembre 1939, la BDAC sera dotée de canons antichars de 47 mm.
- Le 15 septembre 1939, le 54e RANA se porte dans la région de Verdun-Etain puis monte en Lorraine dans le secteur sud de Sierk où il effectue quelques tirs d’arrêt au profit du point d’appui d’Aspach. De décembre à mai 1940, il est ramené à l’entraînement, installé dans la région de Villers-Cotterêts.
- Du 13 au 15 mai 1940, il est transporté par voie ferrée autour de Valenciennes pour appuyer un secteur du front à hauteur d’Avesnes-sur-Helpe. En raison des difficultés d’acheminement, le régiment se trouve alors disloqué et ses unités reçoivent presque exclusivement des missions antichars.
- Le 1er Groupe du 54 (Chef d’escadron Battesti) est engagé le 16 mai dans la trouée de Trélon (au nord de Fourmies), puis participe à la défense du centre de résistance de Wassigny et livre bataille sur le canal de Sambre à l’Oise entre Étreux et Catillon. Le 20, il est déployé autour de Maretz pour en interdire l’accès. Malgré sa résistance, une part importante du Groupe y est encerclée et capturée le 23 mai.
- Le 16 mai, le 2e groupe du 54 (Chef d’escadron de Saint-Étienne) se trouve dans la forêt de Mormal et fait retraite en direction de Dunkerque, en combattant autour de Béthune, Estaires et la forêt de Nieppe le 23 mai. Il arrête l’ennemi à Robecq le 24 mai. Puis, se trouvant en flèche dans le dispositif ami, il éclate en divers éléments.
  - Faisant mouvement en direction du nord, plusieurs de ses colonnes traversent le canal de Bergues et, avec le capitaine Putod, réussissent le 1er juin à embarquer pour l’Angleterre, non sans avoir détruit leurs matériels. Arrivés à Ramsgate, leurs hommes sont ramenés à Brest, par la Marine nationale, le 3 juin via Southampton. Ils sont à Bernay le 5 juin.
  - La colonne de la 4e batterie, qui est commandée par le Lieutenant Viellard, poursuit sa marche et entre dans le réduit de Dunkerque, à Hondschoote. À l’initiative et sous l’impulsion déterminée de cet officier, près de 200 hommes du régiment échappent à l’encerclement et s’embarquent tant bien que mal à partir du 3 juin, sur un voilier abandonné (la barge de la Tamise "Béatrice-Maud") à proximité de Malo-les-Bains.
  - Le 3 juin au soir, le lieutenant Joseph HÉRON du 65éme RI embarque avec quelques hommes dont son Chef de bataillon sur la barge qui est désemparée, à la dérive et sans aucun signe de vie à bord. Ce n'est qu'après avoir embarqué avec ses camarades et son chef de bataillon qu'ils découvrent sous le pont la présence de centaines de soldats et gradés à bord de la "Béatrice Maud". Seul à disposer de connaissances nautiques et avec l'accord de son Chef de bataillon, le Commandant ACKERMAN, le lieutenant HÉRON prend le commandement de la barge et fait établir la voilure, parvenant à rejoindre Douvres dans la journée du 4 juin et sauvant ainsi de l'ennemi 340 soldats et gradés présents à bord. Pour ce fait d'armes, et sur intervention de son Chef de bataillon, le lieutenant Joseph HÉRON sera cité à l'ordre de la Division et se verra attribuer par le ministre COSTE FLEURET la Croix de Guerre avec Etoile d'argent (Citation du 28 mars 1947). Cet épisode peu connu de la bataille de Dunkerque et de l'opération "Dynamo" a fait l'objet d'un récit détaillé par le lieutenant HÉRON, à la demande de la Marine Nationale, dans le numéro 548 de la Revue "Cols Bleus" du 31 mai 1958, consultable sur le site de la BnF.
  - Le 6 juin, les hommes du 54éme RANA sont rapatriés sur Cherbourg. Le 8, ils retrouvent d’autres soldats du 54, dans la région du Mans.
  - Faisant mouvement en direction d’Amiens, avec ses hommes et ses matériels, le Capitaine Bernoux (qui en a reçu l’ordre) poursuit son repli, passe la Seine à Vernon le 23 mai, puis cantonne à Pacy-sur-Eure aux côtés d’autres éléments de la 1re DINA.
- Le 3e groupe du 54 combat autour de la forêt de Trélon puis dans celle de Mormal jusqu’au 18 mai, puis il reflue en plus ou moins bon ordre en direction de Crèvecœur où il livre bataille avant d’être capturé en partie. Les éléments restant se replient tant bien que mal et se joignent à la colonne du II/54e RAD qui contourne Amiens par le sud.
- Le chef de corps réussit à rejoindre le 19 à la tombée de la nuit, les éléments du régiment qui retraitent vers Auneuil.

#### Deuxième phase: avec la1reDLINA (division légère d'infanterie nord-africaine)
- Le 6 juin 1940, la 1re DLINA est reformée dans la région du Mans. Le chef de corps du 54e RANA est chargé du regroupement de ses unités dans la région de Fillé (Sarthe).
- À partir du 8 juin 1940, le 54e RANA est progressivement reconstitué à 2 groupes de 75 mm hippomobiles, avec des éléments disparates provenant du 54e RANA et du 254e RANA et de la 4e région militaire qui ont été regroupés autour d’Auneuil. Son commandement reste confié au Lieutenant-Colonel Charles, le chef de corps du précédent 54e RANA.
- Le régiment reçoit le 13 juin, de la 4e RM, l’ordre de se mettre d’urgence à disposition de la 1re DLINA et il est aussitôt renvoyé au combat pour défendre des ponts sur la Dive. Il se porte dans cette direction à marche forcée (rendue exténuante par l’utilisation de chevaux réquisitionnés) mais ne dépasse pas l’Orne, au nord-est de Condé-sur-Noireau.
- Il participe à la défense des points de passage de Jort et de Falaise le 16 juin. Le 17 à 4 heures du matin, le régiment tient les ponts de Sainte-Croix à Argentan. Le dispositif de la 1re DLINA étant contourné par le sud, le régiment se replie sur ordre et dans la soirée vers la forêt d’Andaines, puis se porte à l’ouest de la Mayenne, vers Andouillé et Mayenne.
- Le 1er Groupe du régiment est défait à Saint-Georges-Buttavent et Saint-Fraimbault dans la nuit du 18 au 19 juin, son 2e groupe ayant été capturé en grande partie dans la région d’Ecouché le 17 au soir.
- Un petit détachement regroupant l’état-major du régiment (le chef de corps, 6 officiers, 5 sous-officiers et 13 hommes) échappe à l’encerclement le 19 juin et, par petites étapes, rejoint à pied le sud de la Loire et termine son repli à Le Blanc (Indre), à 450 km de là, le 7 juillet.
- Sa dissolution officielle est prononcée le 31 juillet 1940, à Draguignan.

### Le54eRA (1946-1962)
- Le I/54e RA (1er groupe du 54e RA, unité formant corps) est formé à Lure à 3 batteries, le 1er août 1946, par changement d’appellation du I/63e RAA (Régiment d’Artillerie d’Afrique) ; il reçoit en même temps une batterie antiaérienne, la 3e batterie du 32e Groupe de FTA, équipée de canons Bofors de 40 mm[2]
- L’étendard du 54e RA lui est remis le 14 novembre 1946. Il appartient alors à la 12e division d’infanterie.
- Le 54e RA s'installe à Lure (au quartier Lasalle) en janvier 1947.
- Sa 4e batterie (antiaérienne) retourne dans les FTA en 1949 (au I/452e Groupe de FTA).
- Le I/54 prend l’appellation de 54e RA le 1er janvier 1952. En 1953, il tient garnison à Lure et à Épinal.
- Le 54e RA est porté à deux groupes (II/54e et IV/54e) en 1948 puis à trois en 1953 (le I/54e tenant garnison à Épinal).
- Un Groupe de marche est formé le 16 juin 1954, à destination, initialement, de l'Indochine. Il est d’abord envoyé à Valdahon où il prend l’appellation de I/28e RA ; il est affecté à la 2e division, au sein de laquelle il embarque finalement sur le Ville d’Oran le 3 août 1954, à Marseille, à destination de la Tunisie où il s’installe à Oum Douil (région du Cap Bon), le 24 septembre. Il mène quelques opérations dans le Djebel Bargan et à Zaress. Le 1er février 1955, le Groupe cède la place à une unité parachutiste, est dissous et ses cadres regagnent leurs garnisons d’origine, à Lure et à Épinal entre autres.
- Le 1er janvier 1955, le 54e RA est ramené à un seul groupe, à Lure, qui comporte 3 batteries de canons de 105 mm (HM1 et HM2), le II/54e et le IV/54e étant dissous.
- Le 1er août 1958 le 54e RA retrouve l’appellation de I/54e RA.
- Le 12 janvier 1959, le I/54e RA reprend l’appellation de 54e RA, comme régiment d’artillerie à 2 groupes de 2 batteries d’automoteurs d’artillerie du type AMX 105Au50.
- Le 1er janvier 1960, le 54e RA perd ses matériels d'artillerie et devient le Centre d’instruction (CI) du 54e RA à une BCS et 3 batteries d’instruction, qui est destiné à former du personnel pour l’AFN.
- Le CI du 54e RA est dissous le 21 décembre 1962 et forme la Compagnie subdivisionnaire ne 272.

### Le54eRA (1970-1984)
« RASA » (régiment d’artillerie sol-air), le 54e RA est recréé le 1er novembre 1970, à Verdun/Thierville au quartier Niel, par changement d’appellation du 454e GAAL qui avait déjà la garde de son étendard.
- En tant que régiment d’artillerie sol-air de la 4e division (grande unité du type Division 59, PC à Verdun), ses missions sont alors inchangées et il est articulé en :
  - un état-major et une BCS,
  - une batterie d’AMX-13 DCA bitubes de 30 mm à 3 sections de 4 pièces (B1),
  - deux batteries de canons de 40 mm Bofors à 2 sections de 4 pièces et d'une section de 2 half-tracks avec tourelle M45 Quadmount  (B2 et B3),
  - une batterie d’instruction (B11).
- En 1975, le 54e RA déménage dans Verdun et s’installe dans les quartiers Miribel et Anselin.
- Il est le premier régiment sol-air à recevoir des équipements Roland « temps clair » de série sur des châssis d'AMX-30, à partir de  juin 1977 (CDC Lieutenant-Colonel Lemoinne) ; il les installe dans une zone militaire sensible et protégée qui a été spécialement aménagée au quartier Driant sous les ordres du Chef d'escadron Jean-Pierre Brullard
- Entre 1977 et 1981, le régiment effectue l’expérimentation tactique du Roland.
- La réorganisation de l’armée de terre, décidée en 1977, se concrétise en  mars 1978 par un changement de son rattachement ; il devient élément organique du 1er Corps d’armée (PC à Metz).
- En préparation de sa dissolution, ses matériels Roland sont transférés en 1983 au 58e RA de Douai.
- Il est dissous officiellement le 30 juin 1984, son étendard ayant été reversé peu auparavant au service historique de l’Armée de terre (SHAT)
- Mais le 405e RA basé à Hyéres reprend son appellation de 54e régiment d'artillerie (sol-air) le 1er juillet 1984.

## Les filiations historiques

### Première filiation: le I/63eRAA
Le I/63e RAA (régiment d’artillerie d’Afrique) est le Ier groupe d’un régiment d’artillerie qui s'est distingué lors des combats de la Libération.
- Créé et dissous à plusieurs reprises antérieurement, le 63e RAA, est de nouveau formé le 1er février 1941 par dédoublement du 64e RA (auquel il avait donné lui-même naissance en 1940) à Fès, Oujda et Taza. Il reste stationné au Maroc jusqu’au débarquement des Alliés (8 novembre 1942) auxquels il se rallie. À leurs côtés, il participe à la campagne de Tunisie (décembre 1942 à mai 1943) contre les forces de l’Axe, avec un Groupe de 75 mm tractés et un groupe de canons de 75 mm sur camions de 3 tonnes.
- Équipé de matériels plus modernes (3 groupes de canons de 105 mm HM2 tractés et 1 groupe de canons de 155 mm) et réorganisé le 1er juin 1943, il est affecté à la 2e division d’infanterie marocaine au sein du Corps expéditionnaire français.
- Débarqué à Naples, il est engagé en Italie dès décembre 1943. En appui du 5e régiment de tirailleurs marocains, avec lequel il constitue un groupement tactique, il se distingue à la prise de La Selva[Quoi ?], dans les combats de la Costa San Pietro, d’Acquafondata et de la Monna Casale (dont les deux sommets jumeaux culminent à 1 220 et 1 225 mètres), ce qui lui vaut une citation à l’ordre du corps d’armée. Après la rupture de la ligne Gustav, il participe à l’exploitation vers Sienne et Florence.
- Débarqué à Saint-Tropez le 2 septembre 1944, il est engagé dans les Alpes, en Maurienne, puis dans la Trouée de Belfort, en Alsace, en Allemagne et il atteint la frontière autrichienne le 6 mai, à Glendorf. Le régiment est une nouvelle fois cité pendant ces opérations, à l’issue desquelles il prend ses quartiers d’hiver à Fribourg.
- Son IVe Groupe devient le II/61e RA le 1er mai 1945.
- Le régiment est dissous le 1er avril 1946 et donne naissance à 3 Groupes autonomes stationnés respectivement à Lure, Draguignan et Thionville.
- Le 1er août 1946, ces Groupes autonomes changent d’appellation :
  - le I/63e RAA devient le I/54e RA, qui prend l’appellation de 54e RA le 14 novembre 1946 à Lure.
  - le 2e Groupe devient le I/19e RA,
  - le 3e Groupe devient le I/39e RA.

### Deuxième filiation: le454eGAAL
Le 454e GAAL (Groupe d’Artillerie Antiaérienne Légère) a été recréé au quartier Proner (resté inoccupé depuis 1945), à Montmédy (Meuse), le août 1968, avec du personnel provenant des autres formations d’artillerie antiaériennes.
- élément organique divisionnaire de la 4e division, sa structure est la suivante :
  - Chef de corps : Lieutenant-Colonel Pierre Aubert (précédemment commandant en second du 405e RAA),
  - batterie de commandement et des services (BCS),
  - 1re batterie de tir (bitubes de 30 mm),
  - 2e batterie de tir (8 canons de 40 mm Bofors),
  - 3e batterie de tir (8 canons de 40 mm Bofors) non activée, faute de place pour loger son personnel et ses installations, ses véhicules étant néanmoins stockés au régiment, à la charge de la 2e batterie,
  - 11e batterie (batterie d’instruction).
- La garde de l’étendard du 54e RA lui est confiée.
- Le Colonel Yves Bresson prend le commandement du régiment en août 1970.
- Le groupe fait mouvement à l’automne 1970 sur Verdun ; il prend la suite du 164e RI et s’installe au quartier Niel (à Thierville) et y procède à l’activation de sa 3e batterie.
- Il change d’appellation le 1er novembre 1970 et devient le 54e RA, sans modification de son rattachement, de son organisation et de ses missions et avec le même chef de corps.

### Troisième filiation: le405eRA
- Le 405e RAA (régiment d'artillerie anti-aérienne) est recréé le 1er janvier 1946 dans la caserne Vassoigne à Hyères, à un Groupe - le I/405e - à partir d’éléments du 68e RAA et du II/422e RAA (ex 11e GFTA) et un Groupe-cadre qui donne naissance au II/405e, le 1er mai 1946.
- Le 1er avril 1950, le régiment passe à 3 Groupes : le 141e bataillon d’infanterie de Marseille-Aubagne est transformé et change d’appellation et devient le II/405e, le même jour, le 81e bataillon d’infanterie de Montpellier est transformé et devient le III/405e. Le III/405e devient à son tour le I/410e RAA, le 30 juin 1953. Le "405" n’a plus alors que 2 Groupes.
- En 1954, le I/405 devient le 434egroupe d’artillerie antiaérienne lourde semi-mobile, destiné à partir en Indochine. Le "405" n’a plus qu’un seul groupe (II/405).
- En juin 1955, le régiment est réorganisé à 2 Groupes. En octobre y est créé le CIER (centre d’instruction des équipes radar).
- Le 1er septembre 1955, un bataillon de marche est formé pour participer au maintien de l'ordre en Algérie. Il y forme corps avec l’appellation I/405e RAA le 1er juin 1956. Une citation à l'ordre de l'armée lui sera attribuée. Il y est dissous le 31 octobre 1961.
- Le 1er novembre 1956, à Hyères, le régiment devient Centre d'instruction et dépôt du 405e RAA (CID du 405e RAA) ; il forme les appelés, tous les deux mois, les rappelés, engagés et cadres à destination « du maintien de l’ordre en AFN ».
- Avec la fin de la guerre d’Algérie, l’appellation de Centre d’instruction du 405e RA (CI du 405e RAA) est conservée. Il comprend le Centre de perfectionnement des sous-officiers d'artillerie (CPSOA) et le Centre d’instruction des exploitants radar (CIER).
- Le CI 405 devient 405e RAA le 1er juin 1966 et poursuit sa mission d’instruction. Il comprend alors : 1 BCS, 2 batteries d’instruction des recrues, le CIER et le CPSOA.
- Le 405e RA, « RASA » (régiment d’artillerie sol-air), est créé le 1er novembre 1970, à Hyères, caserne Vassoigne, par changement d’appellation du 405e RAA (régiment d’artillerie antiaérienne) dont il conserve les missions d’instruction ; il continue de tenir garnison à Hyères.
- Il est réorganisé en novembre 1970 à 1 BCS, 3 batteries, le CIER et le CPSOA et 2 batteries FAS (Orange et Istres). Le CIER et le CPSOA sont dissous en 1972, les 2 batteries FAS le sont en 1974.
- En 1976, le régiment est réorganisé à 1 BCS et à 5 batteries, ramené à 4 batteries en 1977, à 3 batteries en 1980, puis à 2 batteries plus une batterie d’instruction (B11) de 1982 jusqu’en 1984. Le régiment comporte la 1er Batterie PPEOR (Peloton Préparatoire aux EOR) de l'Artillerie. La Corniche Militaire Bournazel de Toulon lui est rattachée lors du départ du 4e RIMa de Toulon pour Fréjus. Le 405e RA compte désormais un site principal au Quartier Vassoigne de Hyères et un site annexe la caserne Grignan de Toulon.
- C’est aussi par changement d’appellation que le 405e RA devient le 54e RA, le 1er juillet 1984.

## Faits d'armes inscrits sur l'étendard

Le revers de l'étendard du d'artillerie.

Il porte, cousues en lettres d'or dans ses plis, les inscriptions suivantes :
- Verdun 1916-1917[4]
- La Malmaison 1917
- Flandres 1918

## Décorations
- Sa cravate porte la croix de guerre 1914-1918 avec 2 Palmes (2 citations à l’ordre de l’Armée 1917,1918).
- La Fourragère aux couleurs du ruban de la croix de Guerre 1914-1918.

## Devise
Elle s'énonce « Croire, oser, agir ».

## Insigne régimentaire
Ecu français, représentant un paysage maritime - ciel bleu clair, flots de couleur outre-mer clair à vagues blanches - flanqué de deux palmiers verts débordant de l’écu. La pointe comporte une étoile chérifienne d’or remplie de rouge translucide. Le chef rouge translucide est au sigle du 54e Régiment d’Artillerie surmonté d’une couronne murale d’or. En relief sur cet écu, un lion brochant sur un canon croisé en sautoir avec un missile, le tout en argent.
Les remparts font référence à la ville de Verdun à laquelle le 54e RA est lié par son passé glorieux (son étendard porte l’inscription « Verdun 1916-1917 ») et par son histoire plus récente (il y a tenu garnison de 1970 à 1984).
Le lion rappelle que le 54e RA été créé à Lyon (en 1910), ville dont les armes parlantes représentent cet animal.
Le canon et le missile symbolisent l’armement principal du régiment d’hier et d’aujourd’hui.
L’étoile chérifienne évoque le caractère nord-africain du régiment entre 1929 et 1940, dû à son recrutement principal à base de Marocains (il portait à l’époque l’appellation de 54e régiment d’artillerie nord-africaine).
La mer Méditerranée est suggérée par les flots, la ville côtière d’Hyères - où stationne le régiment - l’est par les palmiers.

## Le régiment aujourd'hui

### Subordinations
Depuis septembre 2024, le 54e RA est rattaché à la 19e brigade d'artillerie au sein du commandement des actions dans la profondeur et du renseignement.
Il est soutenu par le groupement de soutien de la base de défense de Toulon.

### Composition
- la batterie de commandement et de logistique (BCL)
- la 2e batterie de commandement tactique (BCT2) dont dépendent :
- les 4e et 6e batteries de tir (B4 et B6)
- la 7e batterie de commandement tactique (BCT7) dont dépendent :
- les 1re et 3e batteries de tir (B1 et B3)
- la 5e batterie de réserve opérationnelle (B5)

### Matériels
- Systèmes d'armes de missiles sol-air Mistral M3.
- Véhicules de l'avant blindés TC20 (tourelleau avec canon AA 20 mm et mitrailleuse MAG 58)
- Véhicules centre d'alerte et de coordination NC1 30 et NC1 40 et MARTHA.
- Poids Lourds tout-terrain type GBC et TRM2000.
- Véhicules Légers tout-terrain type P4.
- Petits Véhicules Protégés (PVP)

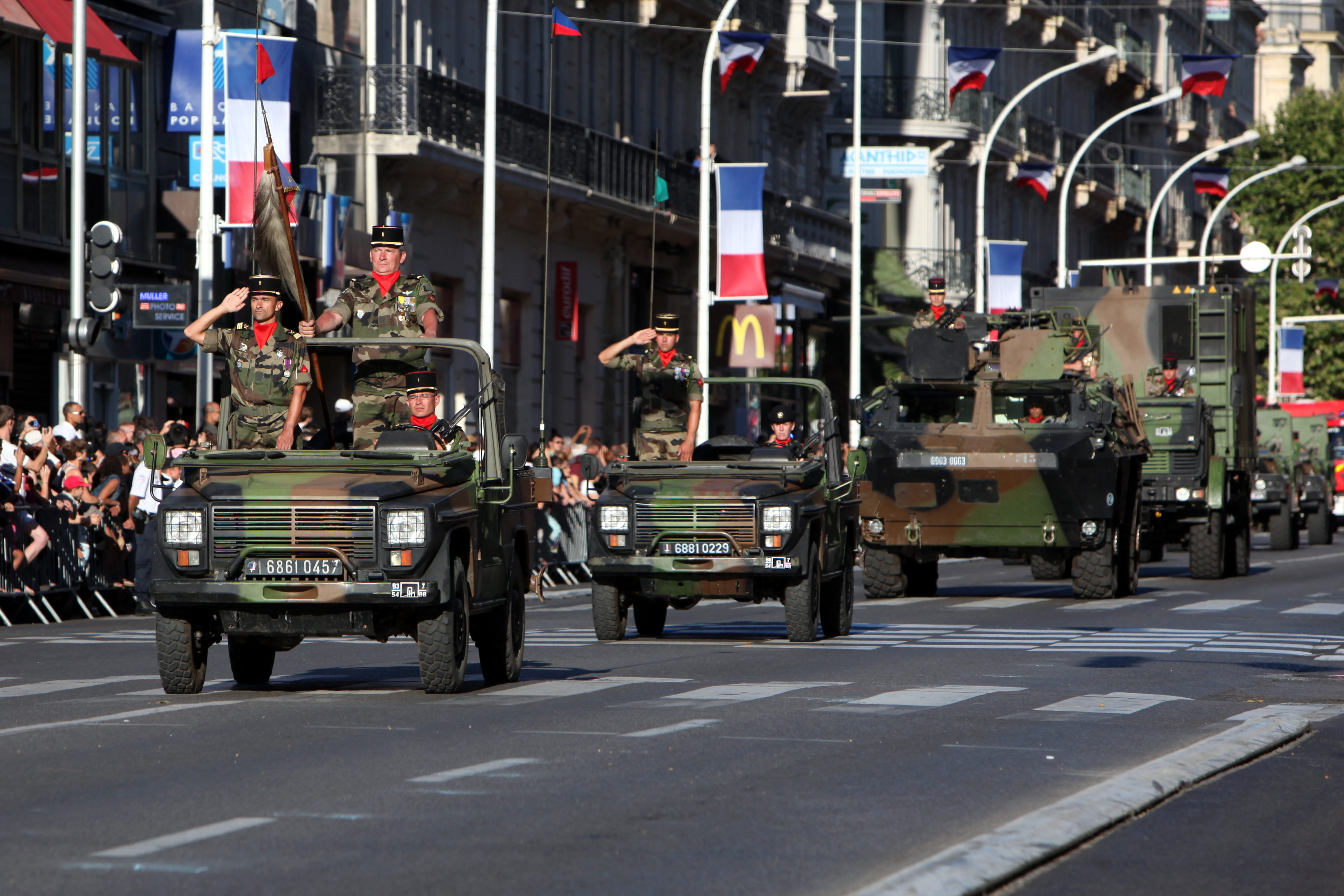
Peugeot P4 à l'avant du défilé du 14 juillet 2011 à Toulon.
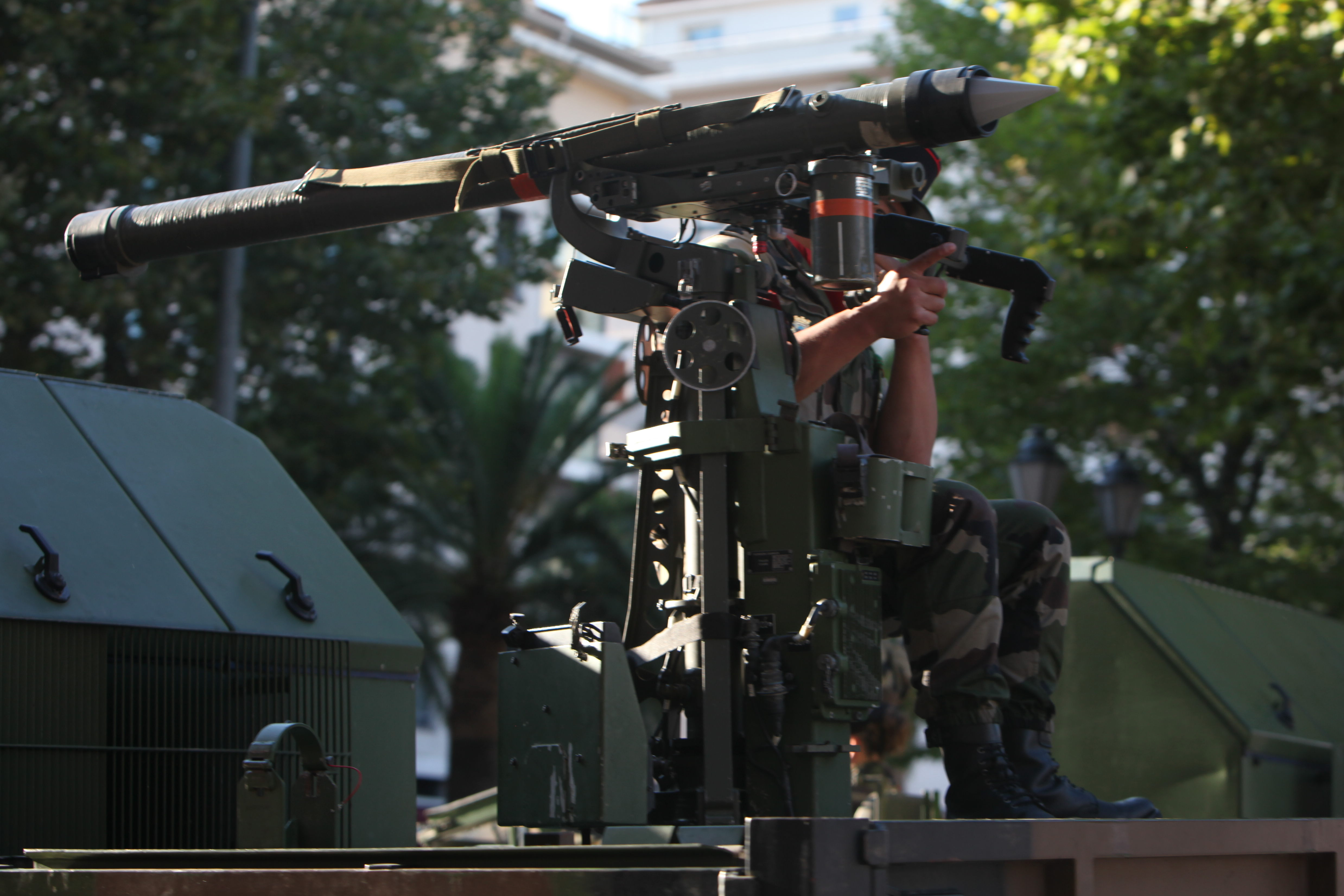
Camion VLRA PAMELA (Plateforme d'Adaptation Mistral Equipée Légère Aérotransportable) avec système Mistral sur la plate-forme arrière du 54e R.A. lors du même événement.
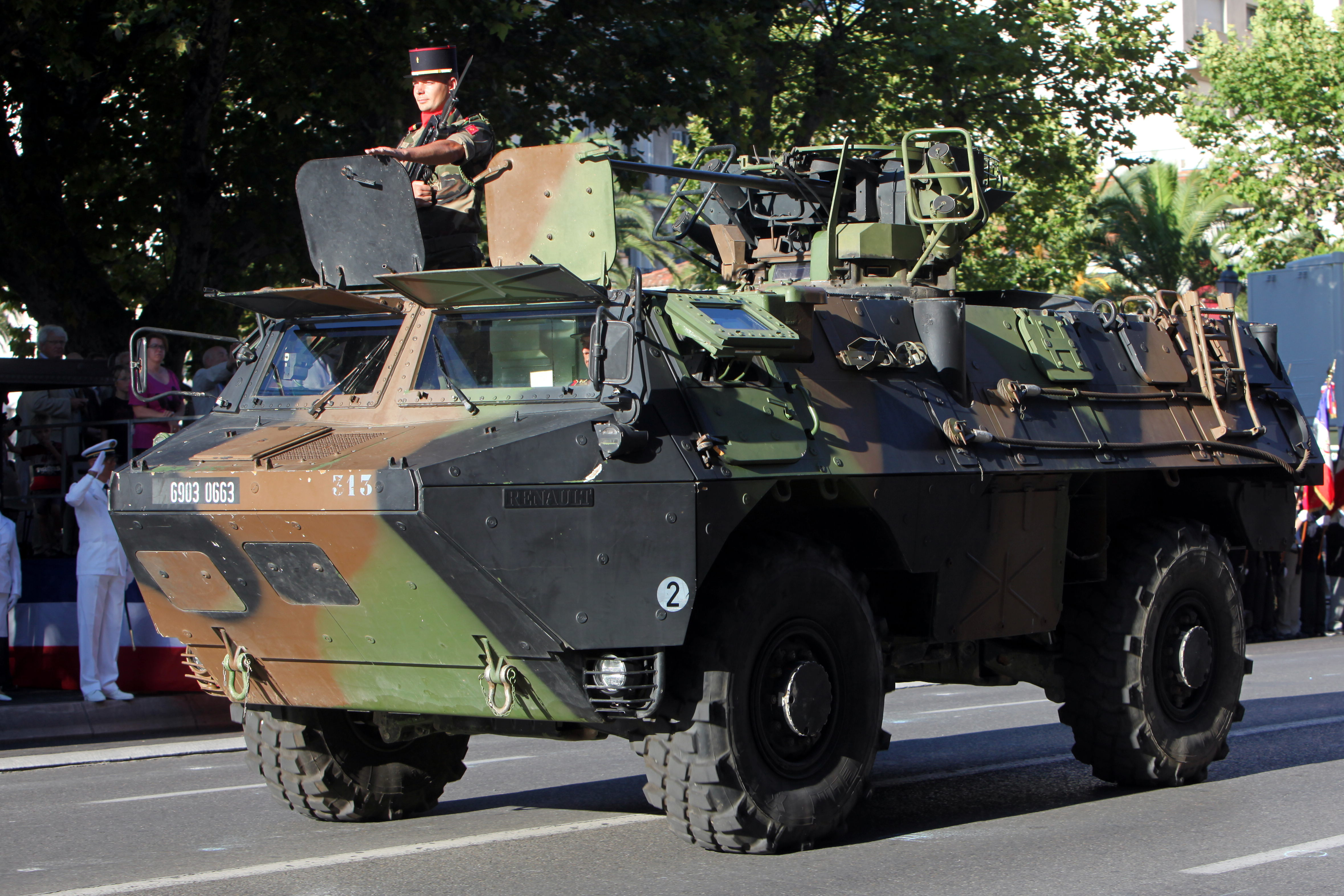
Véhicule de l'avant blindé T20-13 qui comporte un canon anti-aérien de 20 mm (canon mitrailleur de 20 mm Mle F2) lors du même événement.
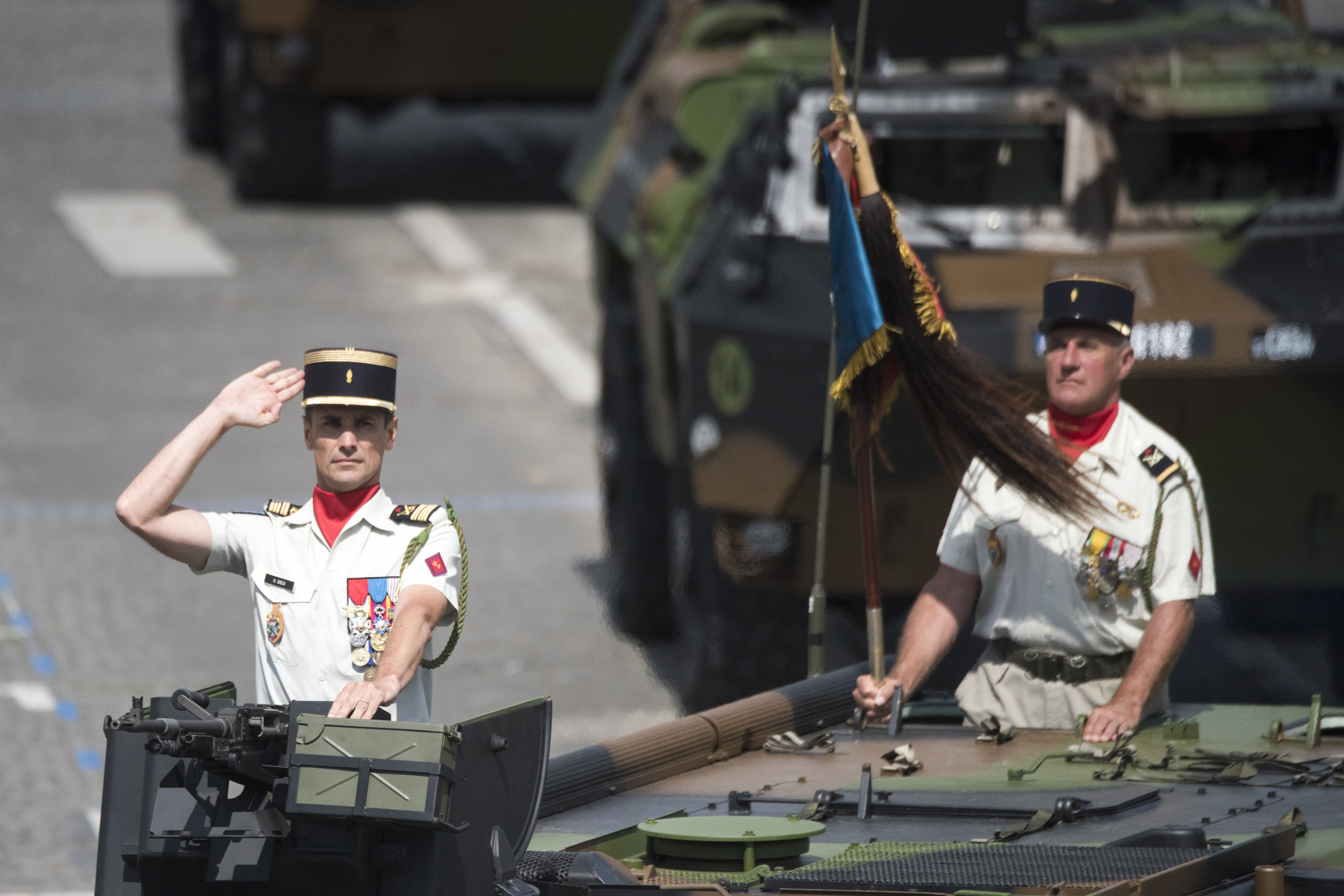
Le colonel Damien Dréo lors du défilé du 14 juillet 2017 à Paris.

### Stationnement
La « zone vie » est implantée au quartier Vassoigne construit en 1904 et la « zone technique » au quartier Pradère, à Hyères les Palmiers (83).

### Culture
La caserne Vassoigne tient lieu de décor pour une scène du film "Le Gendarme en balade"  (4ème volet de la comédie) de Jean Girault.

### Sources et bibliographie
- Historique du 54e Régiment d’Artillerie
- Historique du 54e RAD  et du 54e RANA
- Lieutenant Bourdet, Historique du 54e régiment d'artillerie de campagne : campagne 1914-1918, Paris, Chapelot, 1920, 42 p., lire en ligne sur Gallica
- Histoire de l'armée française, Pierre Montagnon
- Historique de l'artillerie française, H. Kauffert
- Revue Cols Bleus n° 548 du 31 mai 1958 "La traversée de la Béatrice Maud" par le Lieutenant Joseph Héron